# 依托氏魮
依托氏魮（学名：Barbus iturii）為輻鰭魚綱鯉形目鯉科魮屬的魚類。該物種於1929年由Maximillian Holly描述及命名，主要分布於非洲剛果河流域，體長可達36.5公分。